# Châteauroux
Châteauroux [ʃɑtoʁu] ist eine Stadt mit 43.079 Einwohnern (Stand 1. Januar 2022) in der historischen Landschaft des Berry in Zentralfrankreich; die Stadt ist die Hauptstadt des Départements Indre und Sitz des Gemeindeverbandes Châteauroux Métropole.

## Lage und Klima
Châteauroux liegt auf dem südwestlichen Ufer der Indre in einer Höhe von ca. 155 m. Das Kontinentalklima ist geprägt von kühlen Wintern und warmen Sommern; Regen (ca. 550 mm/Jahr) fällt überwiegend im Winterhalbjahr.

## Bevölkerungsentwicklung
| Jahr                       | 1800  | 1851   | 1901   | 1954   | 1999   | 2019   | 2021   |
| Einwohner                  | 8.049 | 15.931 | 24.957 | 36.420 | 49.632 | 43.122 | 42.968 |
| Quellen: Cassini und INSEE |       |        |        |        |        |        |        |

Infolge der durch die Mechanisierung der Landwirtschaft ausgelösten Landflucht ist die Einwohnerzahl der Stadt im 20. Jahrhundert deutlich gewachsen.

## Geschichte

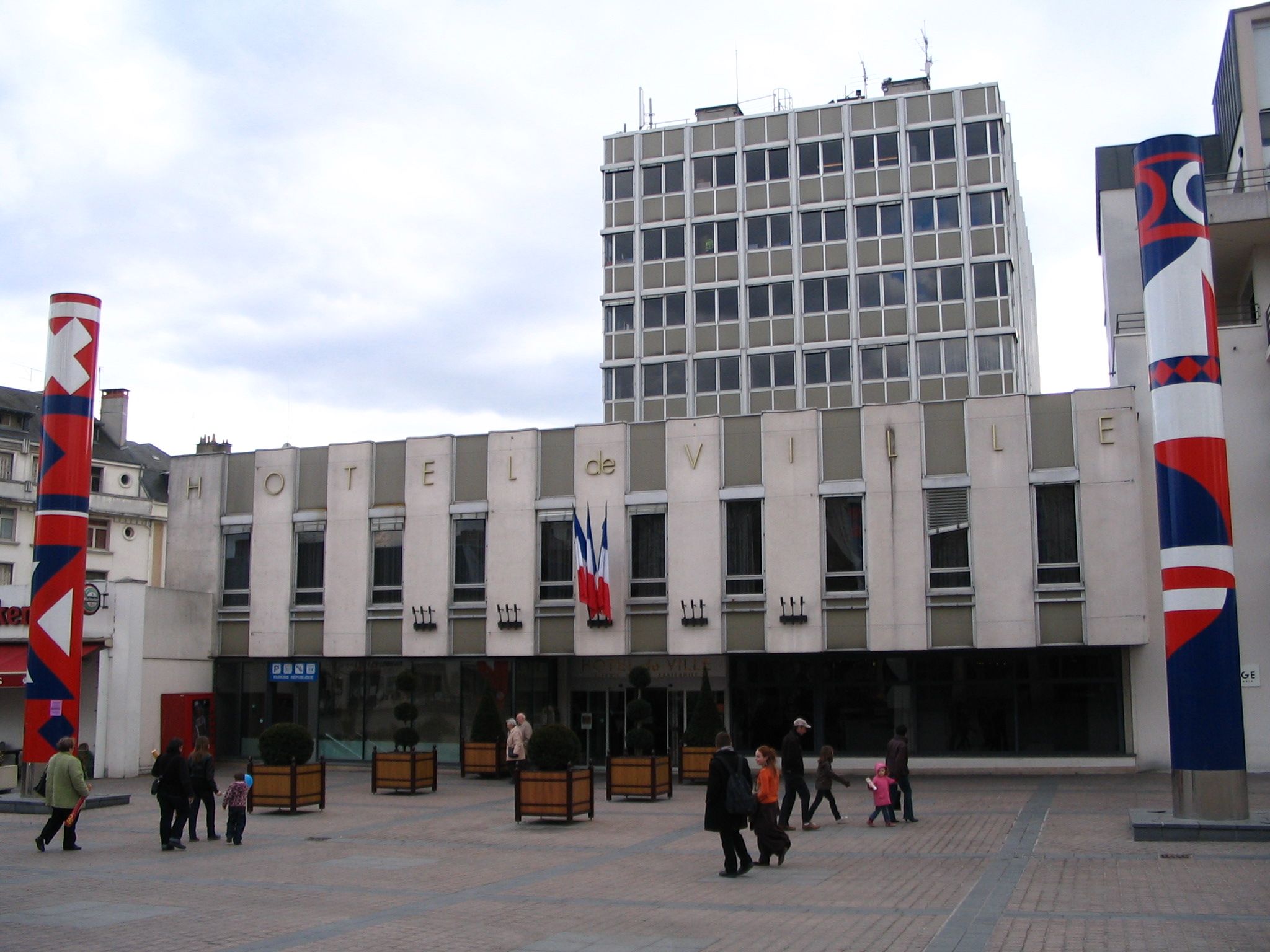
Hôtel de ville (Rathaus)

Châteauroux wurde von Raoul I. le Large, Prinz von Déols, gegründet, der hier um das Jahr 950 das Château-Raoul („Schloss Raoul“) erbaute. Im Jahr 1230 erhielt Châteauroux das Stadtrecht und war zunächst Sitz einer Herrschaft, die 1497 zu einer Grafschaft und 1616 durch König Ludwig XIII. zugunsten Heinrichs II. von Bourbon, Prinz von Condé zu einem Herzogtum erhoben wurde. Dieses verlieh König Ludwig XV. seiner im Jahr 1744 plötzlich verstorbenen Mätresse Marie-Anne de Mailly-Nesle. Im Jahr 1790 wurde Châteauroux Hauptstadt des Départements Indre.
Nach dem Zweiten Weltkrieg (1951–1967) gab es bei Châteauroux einen US-amerikanischen Luftwaffenstützpunkt, der bis weit in die 1960er Jahre in Betrieb war und das städtische Leben in hohem Maße veränderte.

## Sehenswürdigkeiten
- Château-Raoul, erbaut im 15. Jahrhundert
- Château du Parc
- Musée Bertrand, Stadthaus aus dem 18. Jahrhundert mit einer Sammlung aus der Zeit Napoléons und flämischer Malerei[3]
- Kunstmuseum (Le musée des Arts et Traditions Populaires), im Parc Balsan
- Couvent des Cordeliers, Klosteranlage der Franziskaner aus dem 13. Jahrhundert
- Kirche Saint-Martial, 12. Jahrhundert
- Kirche Saint-André
- Kirche Notre-Dame
- Viertel Saint-Christophe früher mit Benediktinerabtei (1127), heute mit einer Kapelle mit einer Auto-Wallfahrt
- Équinoxe, Mediathek
- Le Tarmac (2007)
- Aérocentre, Technikpark

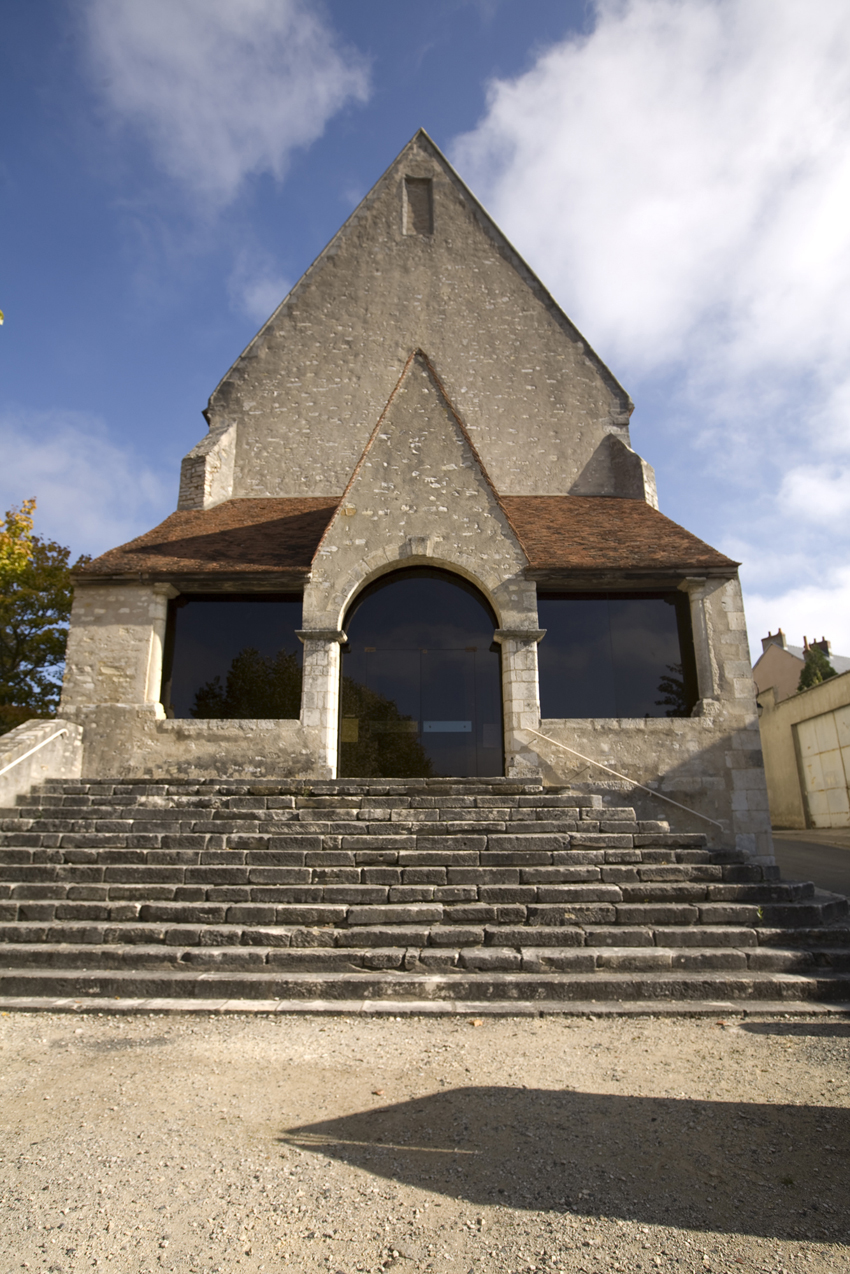
Couvent des Cordeliers
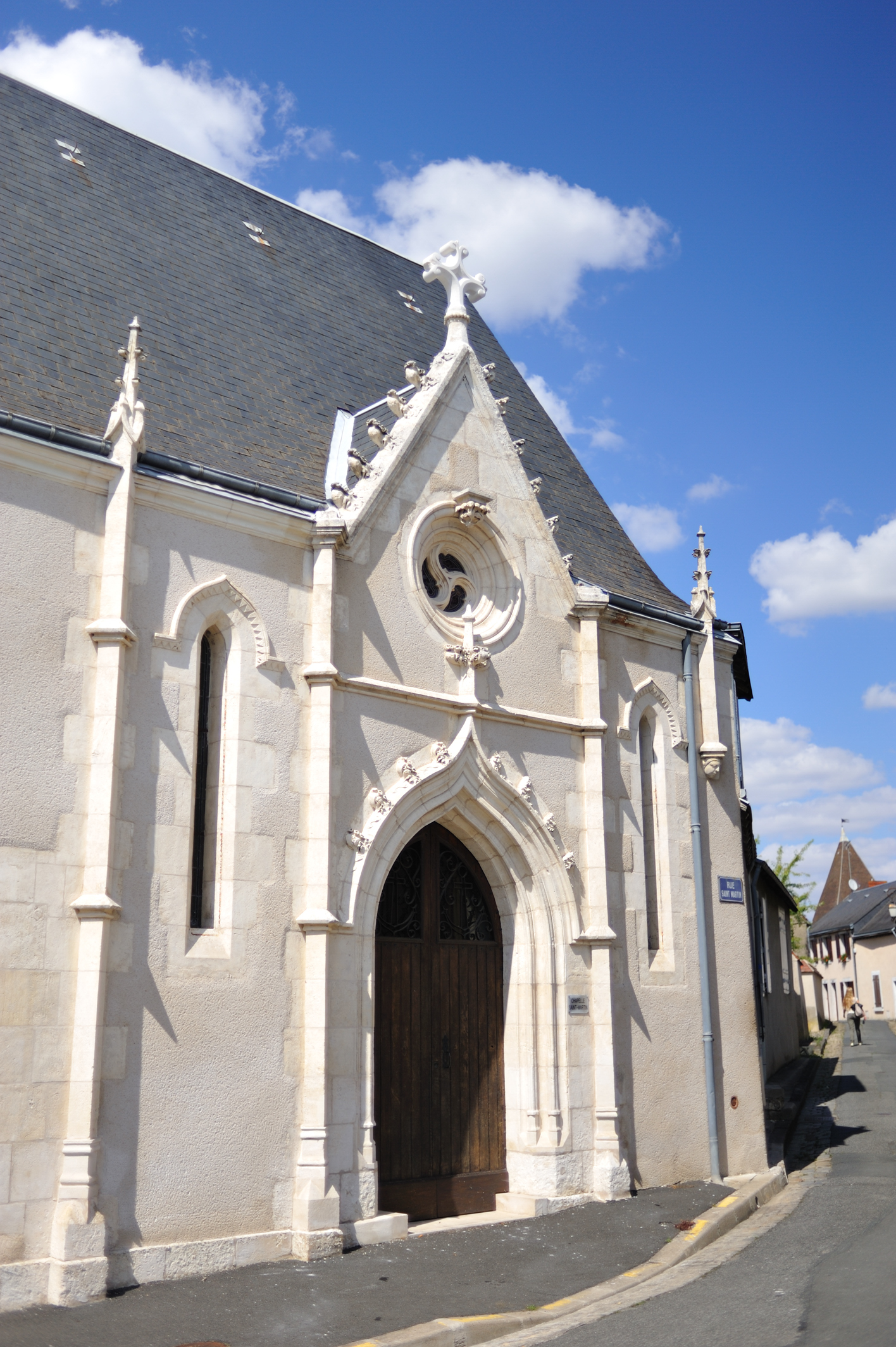
Kapelle Saint-Martin
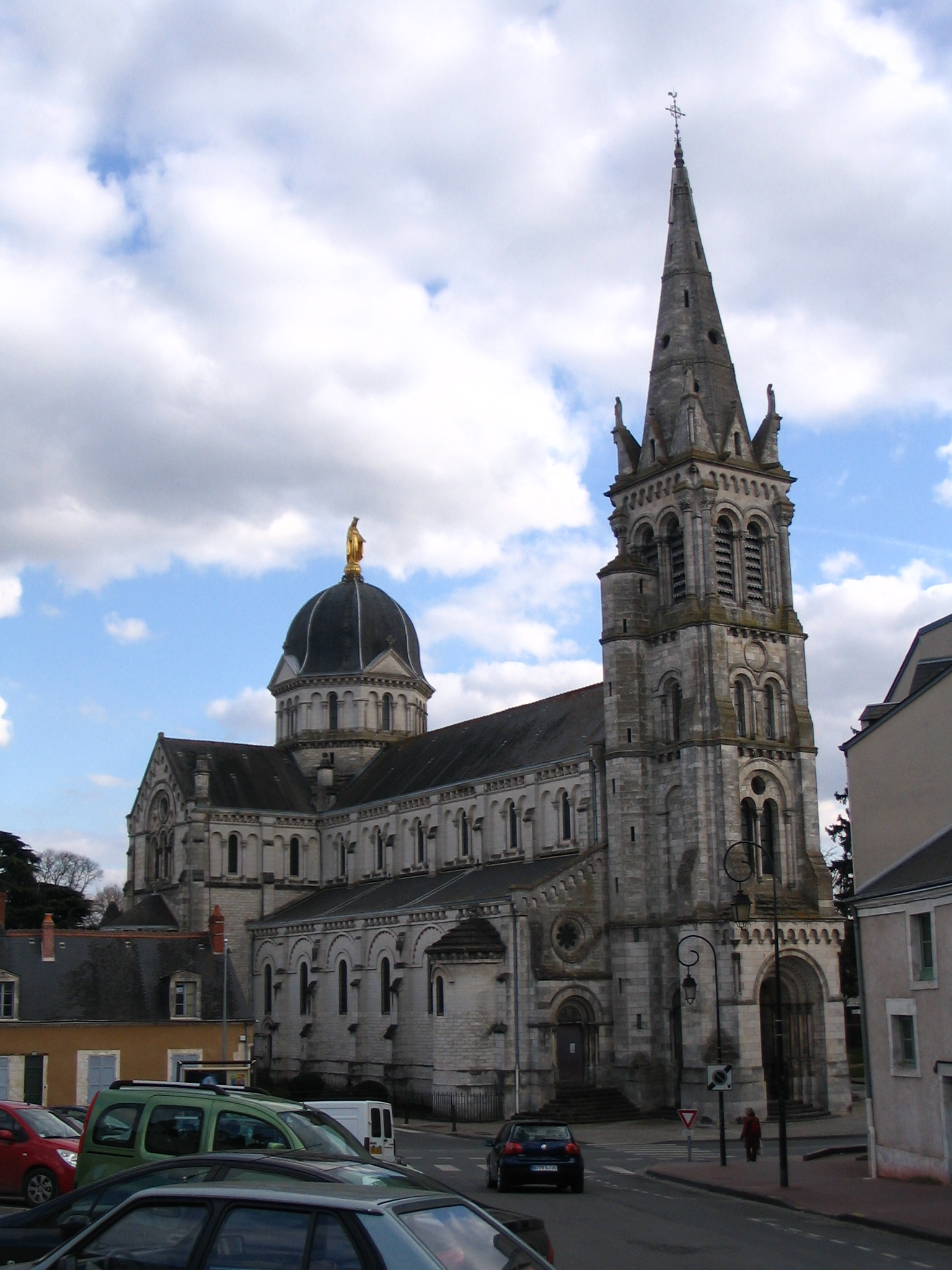
Kirche Notre-Dame
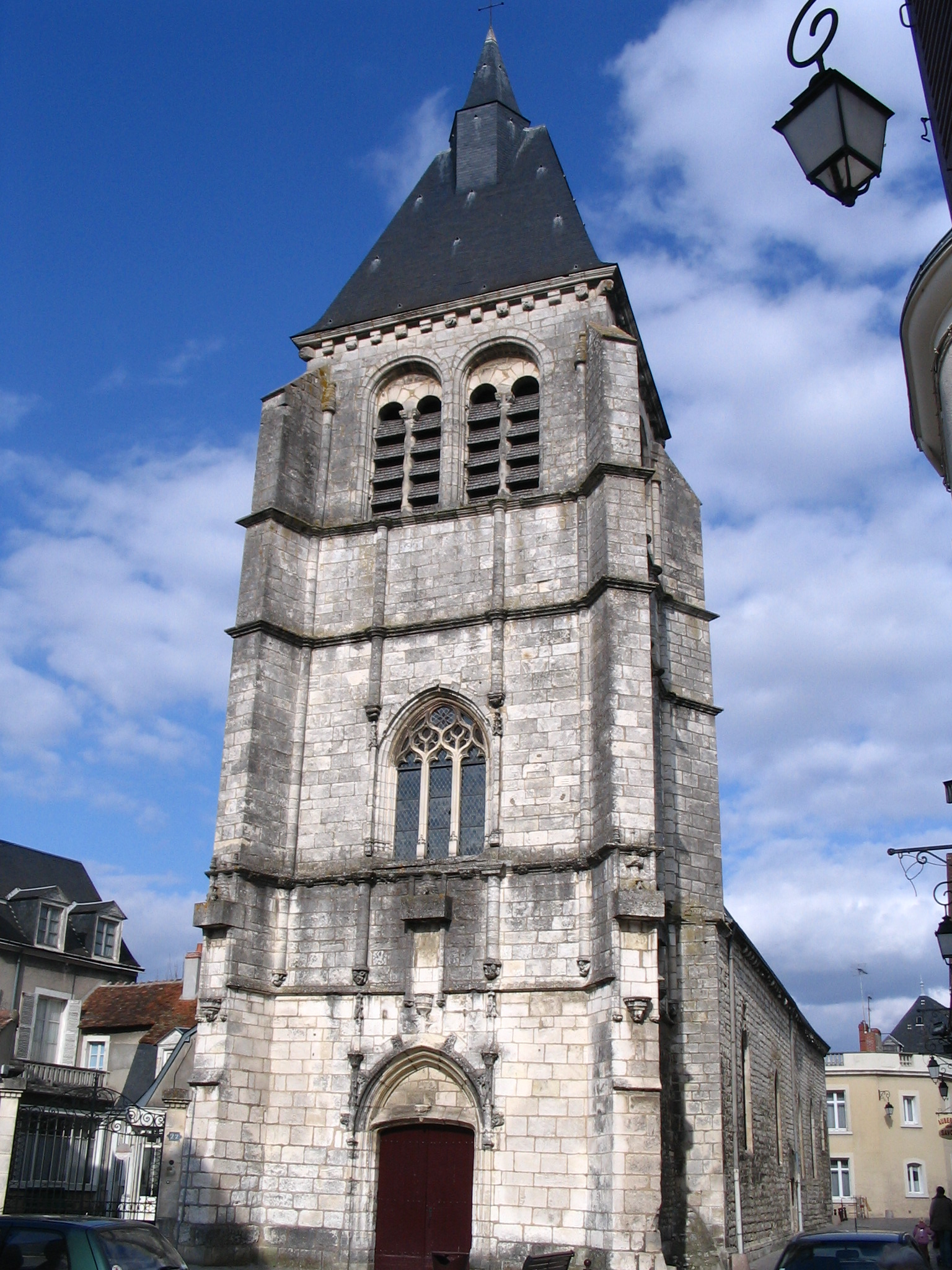
Kirche Saint-Martial

## Partnerstädte
- Gütersloh, Deutschland, seit 1977
- Bittou, Burkina Faso, seit 1985
- Olsztyn, Polen, seit 1991
- Fresno, USA, seit 1916

Zudem ist die Stadt Mitglied des Bundes der europäischen Napoleonstädte.

## Verkehr
- Flughafen: Der Flughafen Châteauroux-Déols Marcel Dassault liegt sechs Kilometer nordöstlich von Châteauroux.
- Öffentlicher Nahverkehr: Seit 2001 existiert in Châteauroux ein fahrscheinloser öffentlicher Nahverkehr.[4][5] Dieser wird refinanziert durch die von Arbeitgebern erhobene Abgabe Versement transport in Höhe von 0,6 % der Lohnsumme.

## Bildung
In der Stadt befindet sich ein Campus der Ingenieurschule Hautes études d’ingénieur.

## Persönlichkeiten
Söhne und Töchter:
- Odo von Châteauroux († 1273), Kardinal
- Jean VI. d’Aumont (1522–1595), Comte de Châteauroux, Marschall von Frankreich
- Gabriel Bounin († 1604), Jurist, Dramatiker, neulateinischer Autor und Übersetzer aus dem Altgriechischen
- Henri-Gratien Bertrand (1773–1844), französischer General und einer der engsten Vertrauten Napoleons
- Joseph Ferdinand Boissard de Boisdenier (1813–1866), französischer Maler der Romantik
- Pierre Edmond Teisserenc de Bort (1814–1892), französischer Politiker
- Henri Barboux (1834–1910), Rechtsanwalt und Mitglied der Académie française
- Gabriel-Albert Aurier (1865–1892), Schriftsteller und Kunstkritiker
- Jacques Balsan (1868–1956), Aeronautiker
- Marcel Boussac (1889–1980), Textilindustrieller und Pferdezüchter
- Édithe Jéhanne (1899–1949), Schauspielerin
- Albert Gabard (1908 oder 1909–1985), Radrennfahrer
- Jacques Bar (1921–2009), Filmproduzent
- Henri Pichette (1924–2000), Dichter und Dramatiker
- Véronique Schiltz (1942–2019), Archäologin und Übersetzerin
- Jack Claude Nezat (* 1943), Autor
- Gérard Depardieu (* 1948), Schauspieler
- Dean Brown (1955–2024), US-amerikanischer Fusiongitarrist
- Christine Angot (* 1959), Schriftstellerin
- Christine Revault d’Allonnes Bonnefoy (* 1971), Politikerin der Parti socialiste
- Christophe Cresp (* 1974), Unternehmer und Autorennfahrer
- Céline Nivert (* 1981), Bahnradsportlerin
- Kévin Sireau (* 1987), Bahnradfahrer und Weltmeister
- Oualid El Hajjam (* 1991), marokkanisch-französischer Fußballspieler
- Gazo (* 1994), Drill-Rapper
- Mathis Dossou-Yovo (* 2000), Basketballspieler